# Pawel Oganesowitsch Arsenow
Pawel Oganesowitsch Arsenow (russisch Павел Оганезович Арсенов; * 5. Januar 1936 in Tiflis; † 12. August 1999 in Moskau) war ein sowjetischer bzw. armenisch-russischer Filmregisseur.

## Leben und Leistungen
Pawel Arsenow wurde als Sohn eines Handwerkers geboren. Während des Deutsch-Sowjetischen Krieges sah der Heranwachsende des Öfteren Die schöne Wassilissa (1940) im Kino und entwickelte dadurch eine Vorliebe für den Film. Später studierte Arsenow in seiner Heimatstadt Geologie, nahm danach aber eine Stelle beim örtlichen Studio Grusija-Film an. 1960 war er als Nebendarsteller in der armenischen Produktion Մեր թաղի ձայները (Mer taghi dsainere) zu sehen. Anschließend zog Arsenow nach Moskau, war dort kurzzeitig im Studio für populärwissenschaftliche Filme tätig und ließ sich bis 1963 am Staatlichen All-Unions-Institut für Kinematographie unter Grigori Roschal ausbilden. Er erhielt daraufhin eine Stelle als Regieassistent am Gorki-Studio und war in dieser Funktion u. a. an dem Familienfilm Die Abenteuer des Krosch (1962) beteiligt. Bis Mitte der 1960er Jahre entstanden die Kurzfilme Подсолнух (Podsolnuch, 1964) und Лёлька (Ljolka, uraufgeführt 1968) als erste eigene Regiearbeiten, ehe Arsenow mit der Abenteuerkomödie Спасите утопающего (Spasite utopajuschtschego, 1968) sein Langfilmdebüt gab. Für das preisgekrönte armenische Drama Եռանկյունի (Jerankjuni, 1967) spielte er in dieser Zeit auch seine raumgreifendste Rolle vor der Kamera.
Anschließend adaptierte Arsenow mit Das Geheimnis des Zauberers (1970) Carlo Gozzis Il re cervo und arbeitete dabei mit bekannten Darstellern wie Juri Jakowlew, Walentina Maljawina und Sergei Jurski zusammen. Das Nachfolgewerk ...И тогда я сказал - нет... (...I togda ja skasal – net..., 1974), in der Jaltaer Außenstelle des Gorki-Studios produziert, trug mit seiner Darstellung von Kindern im Tiflis der Nachkriegszeit autobiografische Züge. Mit Вкус халвы (Wkus chalwy, 1975) widmete er sich der orientalischen Märchengestalt Nasreddin. Nach dem Kinderfilm Здравствуй, река (Sdrawstwui, reka, 1979) entstanden die auf den Allunionsfilmfestivals 1979 bzw. 1980 gekürten Melodramen Verwirrung der Gefühle (1978) und С любимыми не расставайтесь (S ljubimymi ne rasstawaites, 1980)
In der Science-Fiction-Komödie Комета (Kometa, 1983) trat Arsenow zum ersten Mal seit rund 15 Jahren wieder als Schauspieler in Erscheinung. Er gab die Rolle eines Filmemachers, wurde jedoch für die Endfassung des Werkes von Juri Tschekulajew synchronisiert. Eine ähnliche Rolle spielte Arsenow 1986 im Auftakt der Fernsehreihe Путь к себе (Put k sebe). Seine erste Regiearbeit in den 1980er Jahren stellte die TV-Miniserie Der Gast aus der Zukunft (1984) dar. Arsenow verfasste zusammen mit Kir Bulytschow das Drehbuch, dem wiederum dessen Roman Das Mädchen aus der Zukunft zugrunde lag. Der Kinderfilm wurde am 25. März 1985 erstmals ausgestrahlt und errang schnell große Beliebtheit. Auch das darin enthaltene Lied Прекрасное Далеко (Prekrasnoje Daleko) fand weite Verbreitung. Mit Лиловый шар (Lilowy schar) verfilmte er Bulytschows Die lila Kugel und schrieb erneut das Skript, das Werk war aber an den Kinokassen nur bedingt erfolgreich und musste zudem mit Die unendliche Geschichte (1984) konkurrieren.
Arsenow unterstützte Ende der 1980er Jahre im Studio Ладья (Ladja) mehrere Nachwuchsregisseure bei der Realisierung ihrer ersten Projekte. Auch hier lag sein Fokus auf Kinder- und Jugendfilmen. Zugleich plante er eine Umsetzung von Der Zauberer der Smaragdenstadt, erlitt aber während der Dreharbeiten einen Herzinfarkt. Nach langer Rekonvaleszenz konnte die Produktion fortgesetzt werden, Волшебник Изумрудного города (Wolschebnik Isumrudnogo goroda) kam jedoch erst 1994 in die Kinos. Nachdem das Gorki-Studio die Realisierung von Kinderfilmen im postsowjetischen Russland einstellte, verließ Arsenow seine langjährige Arbeitsstätte und war danach nicht mehr beruflich aktiv. 1996 wurde ihm der Titel Verdienter Kunstschaffender der Russischen Föderation verliehen. Seine letzten Jahre waren von gesundheitlichen Problemen geprägt. Er starb 63-jährig in Moskau und wurde auf dem Friedhof Schtscherbinskoje beigesetzt.

## Privates
Arsenow war in erster Ehe mit der Schauspielerin Walentina Maljawina (1941–2021) verheiratet, die für ihn ihren ersten Mann Alexander Sbrujew verließ. Das Paar hatte eine Tochter, die aber kurz nach der Geburt starb. Beide trennten sich und 1976 ehelichte Arsenow seine zweite Frau Jelena. 1980 kam die gemeinsame Tochter Jelisaweta zur Welt.

## Filmografie (Auswahl)
- 1962: Die Abenteuer des Krosch (Prikljutschenija Kroscha) – als Regieassistent
- 1967: Եռանկյունի (Jerankjuni) – als Darsteller
- 1968: Спасите утопающего (Spasite utopajuschtschego)
- 1970: Das Geheimnis des Zauberers (Korol-olen)
- 1978: Verwirrung der Gefühle (Smjatenije tschuwstw)
- 1980: С любимыми не расставайтесь (S ljubimymi ne rasstawaites)
- 1984: Der Gast aus der Zukunft (Gostja is buduschtschego) (Fernsehreihe) – auch Drehbuch
- 1987: Лиловый шар (Lilowy schar) – auch Drehbuch
- 1994: Волшебник Изумрудного города (Wolscebnik Isumrudnogo goroda)